# Jean Revel (artiste)
Pour les articles homonymes, voir Revel et Jean Revel.
Jean Revel est un dessinateur-ornemaniste français né à Paris en 1684 et mort à Lyon en 1751. Dessinateur de motifs pour le tissage de la soie à la Fabrique de Lyon,sous le règne de Louis XV, il est un pionnier et une influence considérable sur les procédés de tissage européens.

## Biographie
Jean Revel est le fils du peintre parisien Gabriel Revel, assistant de Charles Le Brun lors de la décoration de la galerie des Glaces. Il grandit à Paris et est formé par son père à la peinture. Durant son apprentissage, il bénéficie aussi de l'influence de Le Brun. 
En 1710, il s'installe à Lyon et essaye de travailler comme portraitiste. Faisant face à des difficultés, il décide de se tourner vers la fabrication et le commerce d'étoffe. Il épouse Marguerite Chaillot-Delessinat, la fille d'un avocat au Parlement de Grenoble. Il exerce une carrière de négociant, ou marchand-fabricant prospère, et en 1715 il est appelé un "bourgeois". Il devient rapidement un dessinateur renommé grâce à son ingéniosité, et est surnommé le "Raphaël de la Fabrique".
Il commande en 1740 et reçoit en 1741 un portrait réalisé par Donat Nonnotte. C'est un portrait intimiste, Jean Revel se revendiquant d'abord non pas comme un artiste, mais comme un homme bourgeois âgé, proche de se retirer des affaires. Nonnotte porte un soin particulier à la représentation des tissus et des dentelles. Le tableau ne fut pas destiné à être exposé, mais il est aujourd'hui déposé au musée des beaux-arts de Lyon.
Il meurt en 1751 dans sa propriété de Saint-Rambert l'Île Barbe. Son unique portrait est légué à sa fille Jeanne-Barbe Revel, épouse de Jean-François Clavière.

## Œuvres techniques et artistiques

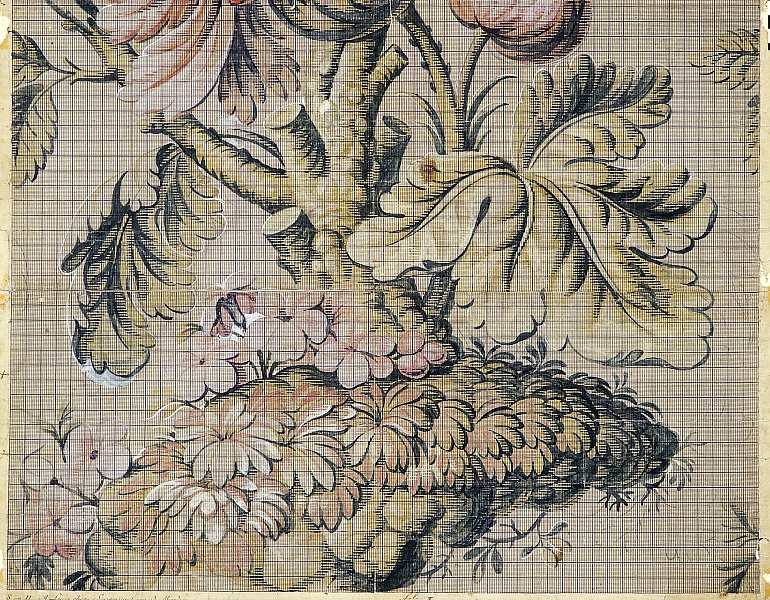
Motif floral dont le dessin est attribué à Jean Revel.

Il est difficile d'attribuer avec certitude des dessins à Jean Revel puisque ces derniers ont souvent disparu, ou n'étaient pas signés. Cependant, on sait qu'il est l'inventeur du point rentré ou point berclé, une technique de tissage inspirée de procédés venus de la manufacture des Gobelins. Cette technique consiste en un système de séparation des couleurs sous la forme de petites hachures horizontales, permettant de multiplier les effets sur les étoffes façonnées. Il marque ainsi le passage d'un dessin stylisé à un dessin naturaliste dans le tissage, et à la manière de Raphaël (peintre) opère une révolution au sein de la Fabrique.  
Le point rentré permet de se faire côtoyer des couleurs claires et foncées et des couleurs légères et fortes. Ainsi, il est possible de passer d'un ton à l'autre de manière plus douce, de créer des demi-teintes. Elle permet donc de représenter les ombres et les lumières avec une grande fidélité, proche de la peinture, et proche de la nature telle qu'on la voit.

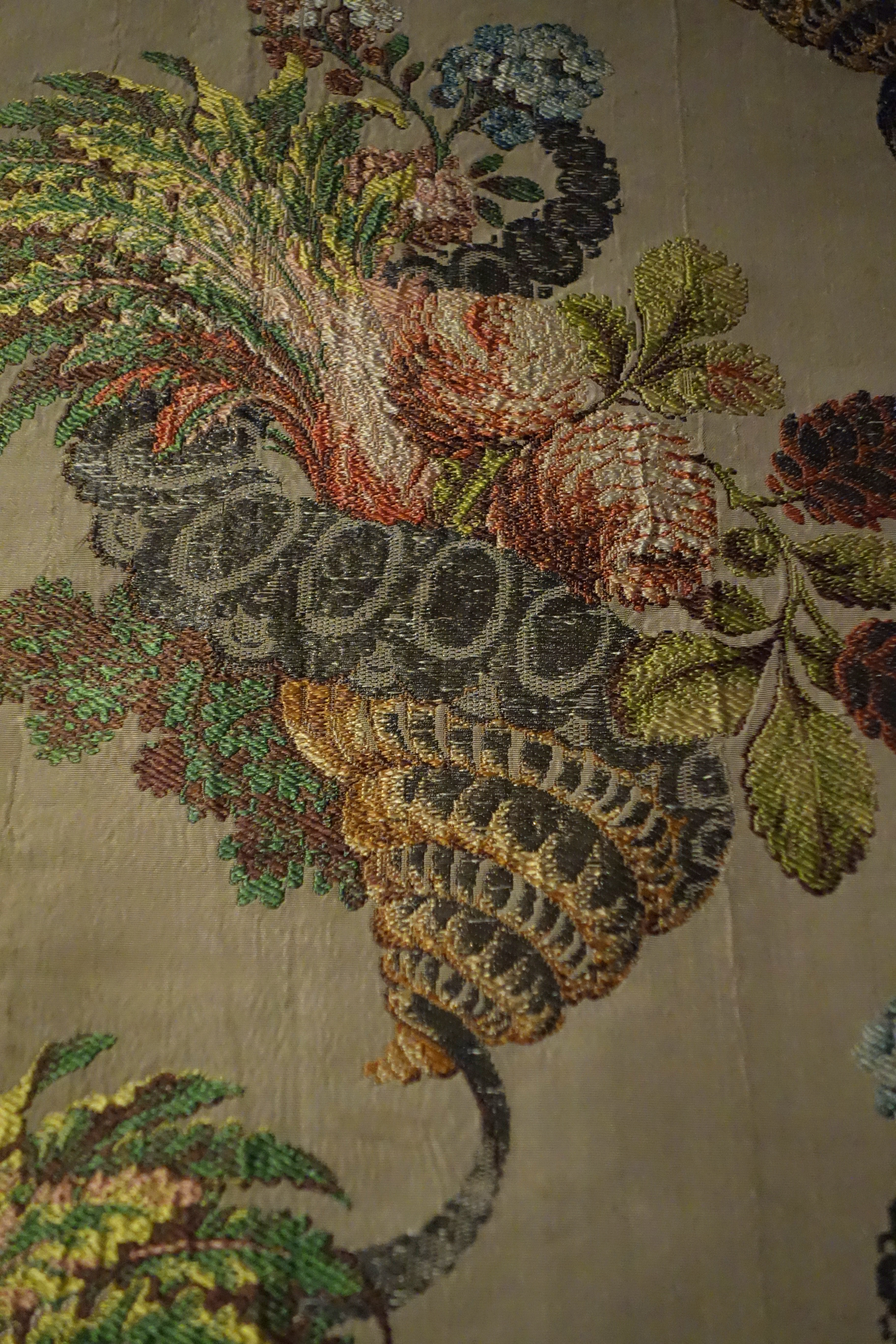
Motif d'une robe rococo inspiré par le style de Jean Revel.

Il est connu pour ses dessins aux formes volumineuses, le plus souvent des motifs floraux.   

## Influence et portée européenne
Avant Jean Revel, les dessinateurs Deschamps et Moulong ont traité des sujets en deux couleurs sur toiles. Au-delà de cette influence, il y a ensuite Ringuet qui fut le premier à introduire des fleurs naturelles dans les étoffes mêmes. Puis lui succède Courtois qui innove la matière en s'initiant à des essais de dégradation; il développe l'intelligence du clair-obscur et de l'art de colorer les étoffes.
Ces quatre noms furent pour Revel des prédécesseurs qui constituèrent des portraits incontournables en matière de références iconographiques.
Outre les artistes mentionnés, Gabriel Revel, lui-même peintre en collaboration avec Le Brun comme mentionné ci-dessus, ont constitué pour Jean Revel dans son enfance une sensibilisation forte à l'art et aux qualités plastiques.
Pendant la vie de Jean Revel et durant une longue période après sa mort, son style se voit largement copié en Grande-Bretagne; l'apparition de la nouvelle tendance avec la laize (voir ci-dessus) se voit réempruntée. À partir de 1740, les dessinateurs travaillent sur des compositions florales de plus petites dimensions et sur des fonds structurés et désormais non plus unis. 